# Jakkanahalli, Tiptur
Jakkanahalli là một làng thuộc tehsil Tiptur, huyện Tumkur, bang Karnataka, Ấn Độ.